# یوسف خوش‌کیش
یوسف خوش‌کیش آخرین رئیس کل بانک مرکزی ایران پیش از انقلاب ۱۳۵۷ بود.

## زندگی

### در بانک ملی ایران
یوسف خوش‌کیش یک کارمند ساده بانک بود که پس از قبولی در کنکور اعزام کارمندان بانک به خارج، به فرانسه عزیمت کرد و دوره بانک‌داری را در آن‌جا تکمیل کرد. خوش‌کیش پس از بازگشت به ایران چند سالی در بانک خدمت کرد. او در امتحان دیگری شرکت کرد که از طرف بانک ملی برگزار می‌شد و در آن امتحان موفق شد و این‌بار برای تکمیل تحصیلات خود به انگلستان رفت و در سال ۱۳۱۵ (خورشیدی) پس از پایان تحصیلات دانشگاهی خود به ایران بازگشت و تا سال ۱۳۱۸ (خورشیدی) در بانک ملی ایران در سِمَت یکی از رئیس‌های یکی از ادارات بانک ملی خدمت کرد. پس از آن در مشاغل بانکی و غیر بانکی مشغول شد و توانست با استعدادی که از خود نشان می‌داد پله‌های ترقی را با موفقیت طی کند. در سال ۱۳۴۰ (خورشیدی) به عنوان یازدهمین مدیر بانک ملی منصوب شد. پیش از او افراد دیگری چون حسین علاء و ابوالحسن ابتهاج چنین سمتی را بر عهده داشتند. در هنگام ورود خوش‌کیش به بانک ملی، منابع ارزی ایران کم و امکانات برای تأمین مالی ریالی محدود بود. او از آغاز ریاست خود فعالیت‌های بانک ملی را گسترش داد. با مدیریت او، تعداد شعبه‌های بانک ملی در سراسر ایران افزایش چشمگیری پیدا کردند و حجم پس‌اندازها در این بانک زیاد شد. در سال ۱۳۴۷ (خورشیدی) در هفتمین سال حضور خود در بانک ملی، در گزارشی به محمدرضا پهلوی گفت: «از سال اول سلطنت اعلیحضرت تاکنون، فعالیت‌های بانکی ۱۲۰ برابر شده است. به جای شش بانک دولتی که در اول سلطنت اعلیحضرت، یادگار اعلیحضرت فقید [رضاشاه] مانده بود، حالا ۲۶ بانک دولتی و غیردولتی و مختلط خارجی فعالیت می‌کنند. مردم که در آن زمان از هر ۹۰ نفر یک نفر حساب بانکی داشت حالا از ۹ نفر یک نفر حساب بانک دارد». حکم مدیریت خوش کیش بر بانک ملی تا سال ۱۳۵۶ (خورشیدی) برای شش بار پیاپی تمدید شد و در مجموع شانزده سال مدیر این مؤسسه مالی مهم بود.
در دوران تصدی ۱۷ ساله او در بانک ملی، تعداد شعب بانک از ۱۸۰ به ۱۸۰۰ شعبه گسترش یافت و به شصتمین بانک بزرگ جهان تبدیل شد.
یوسف خوش‌کیش به‌عنوان مدیری مصمم و بسیار حساس به منافع بانک مشهور بود که حتی برای ایجاد حسابی برای کمک‌های ضروری به کارمندان بانک، وجه اولیه آن را از حساب شخصی خود مصرف می‌کرد تا به بانک ضرری نرسد.

### در بانک مرکزی و پس از انقلاب اسلامی ایران
در سال ۱۳۵۶ (خورشیدی) او با کارنامه‌ای موفق از بانک ملی به بانک مرکزی رفت. اما به دلیل حوادث انقلاب، عمر مدیریت خوش‌کیش در بانک مرکزی برخلاف دوران حضورش در بانک ملی بسیار کم بود. در نیمه دوم سال ۱۳۵۷ (خورشیدی) و با آغاز اعتصابات سراسری، بعضی از گروه‌ها از هیئت عامل بانک درخواست‌هایی داشتند. این وضعیت در دوره نخست‌وزیری شاپور بختیار شدت گرفت و تقریباً هیئت عامل بانک مرکزی از اختیار سلب شده و دیگر به بانک نیامدند. در آذر ۱۳۵۷ که انجمن اسلامی کارکنان بانک مرکزی یکسره فعال شد، دیگر خوش‌کیش را هم به بانک مرکزی راه ندادند.

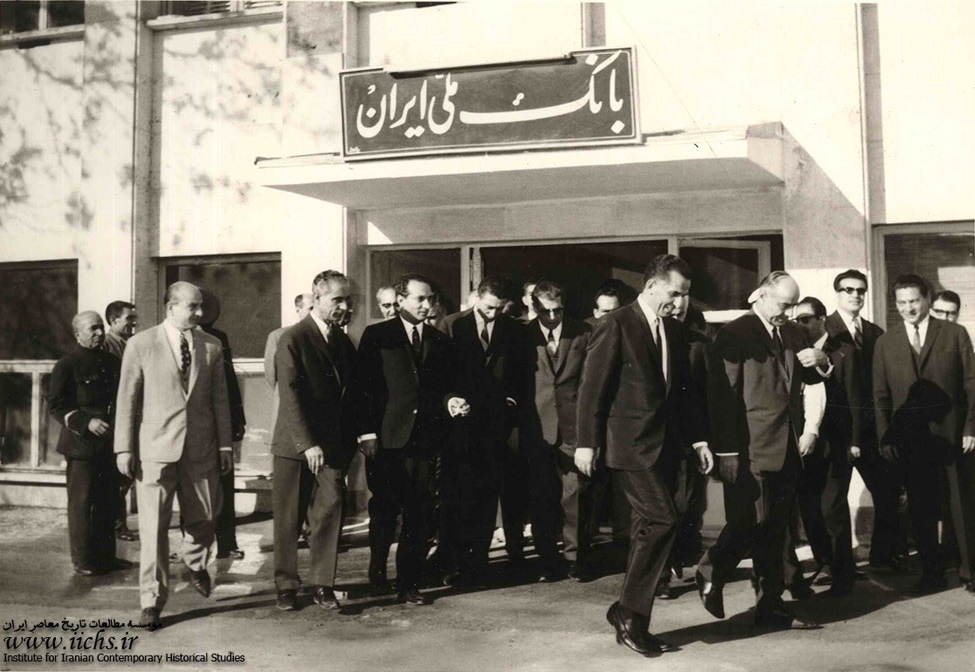
جمشید آموزگار در هنگام ریاست جلسه دوره‌ای بانک جهانی در سال ۱۹۶۶ (میلادی) یوسف خوش‌کیش (نفر پنجم از راست که دستش را بالا گرفته) به همراه جمشید آموزگار در حال خروج از بانک ملی ایران یوسف خوش‌کیش در زمان نخست‌وزیری جمشید آموزگار به ریاست کل بانک مرکزی منصوب شد.

## دادگاه و اعدام
پس از انقلاب برای خوش‌کیش پرونده‌ای تشکیل شد؛ ولی در آغاز، محکوم نشد؛ ولی مجبور به بازنشستگی و خانه‌نشینی اجباری شد. کمتر از دو سال پس از آن در روزهای ۱۸، ۱۹ و ۲۰ مرداد ۱۳۵۹ (خورشیدی) به حکم دادگاه، پرونده او دوباره باز شد و این بار به اتهام فساد فی الارض و محاربه با خدا، محکمه به او حکم اعدام داد. در این اعلامیه خیانت به اقتصاد کشور و ارتکاب هلاک حرث و نسل در طول مدیریت از اتهامات خوش‌کیش بیان شد. از اتهام‌های وی معرفی کارمندان انقلابی بانک‌ها به ساواک، دادن ۴۰۰ میلیون تومان وام غیرقانونی به هژبر یزدانی، ارسال ۲۰۰ میلیون دلار به آمریکا از حساب دارایی‌های ارتش شاهنشاهی، پرداخت ۱۵۰ میلیون تومان وام به منصور یاسینی، پرداخت ۴۰۰ میلیون تومان وام به میر اشرفی، جلوگیری از شناور شدن نرخ ارز، ایجاد تورم و پرداخت وام به افرادی که پس از انقلاب به فساد اقتصادی متهم شدند، همچون خاندان لاجوردی، عدم رعایت استقلال بانک مرکزی، ده برابر شدن بهای مستغلات در پنج سال، ثابت نگه داشتن ارزش دلار آمریکا به قیمت هفت تومان و یک قران و ده شاهی بود. استدلال دادگاه بر این بود که دلار و پول مردم صرف سرمایه‌گذاری و خوشگذرانی افراد در کشورهای دیگر یا وارد کردن اتومبیل قراضه از اروپا و تبدیل ایران به گورستان اتومبیل می‌شد.
حکم اعدام یوسف خوش‌کیش در صبح جمعه ۲۴ مرداد ۱۳۵۹ (خورشیدی) اجرا شد.